# Línea L22 (Montevideo)
La línea L22 es una línea local de Montevideo que une la Gruta de Lourdes, en Casavalle con el barrio Capra.  En ocasiones su recorrido se extiende hasta el kilómetro 16 de la Ruta 8 quedando el barrio Capra como destino intermedio.

## Recorridos
Circula por los barrios Gruta de Lourdes, Casavalle, Santa María, Piedras Blancas, Capra y Villa Don Bosco.
| Ida - Gruta de Lourdes - Antillas - Avenida de las Instrucciones - Camino Domingo Arena - Avenida San Martín - Camino Capitán Tula - Avenida José Belloni - Camino Repetto - Agustín Bisio - Correguela - Capra | Vuelta - Capra - Correguela - Agustín Bisio - Camino Repetto - Avenida José Belloni - Camino Capitán Tula - Avenida San Martín - Camino Domingo Arena - Avenida de las Instrucciones - Antillas - Gruta de Lourdes hacia Plaza Don Bosco (Ruta habitual) - Camino Repetto - Gianino Castiglioni - Plaza Don Bosco - Ruta 8, kilómetro 16 |

## Paradas
| Código | Parada                  | Conexión  |
| ------ | ----------------------- | --------- |
| 4269   | Querétaro               |           |
| 1851   | Textil Montevideana     |           |
| 1852   | Chicago                 |           |
| 4358   | Parahiba                |           |
| 4356   | Avenida San Martín      |           |
| 2752   | Capitán Tula            |           |
| 4304   | Oficial 3               |           |
| 4302   | Olimar                  |           |
| 4296   | Mendoza                 |           |
| 4300   | Luciano Lira            |           |
| 4294   | Antonio Teodoro Caravia |           |
| 4306   | Trinidad Guevara        |           |
| 4298   | José Belloni            |           |
| 2241   | Clemente Ruggia         | 300195169 |
| 2242   | Repetto                 |           |
| 2360   | Paso De La Española     | L2751     |
| 2361   | Gonzalez Barroso        |           |
| 5438   | Gastambide              |           |
| 2363   | Frente 4841             |           |
| 5042   | Ombú                    |           |
| 4282   | Repetto                 |           |
| 4281   | Barrio Capra (destino)  |           |

| Código | Parada                       | Conexión |
| ------ | ---------------------------- | -------- |
| 4281   | Correguela                   |          |
| 4283   | Repetto                      |          |
| 4597   | Ombú                         |          |
| 2362   | 3401                         |          |
| 5440   | German Sellera Gastambide    |          |
| 2375   | Francisca Gonzalez           |          |
| 2376   | Paso de La Española          |          |
| 2377   | José Belloni                 |          |
| 2300   | Bartolomé Vignale            |          |
| 2301   | Capitán Tula                 |          |
| 4305   | Trinidad Guevara             |          |
| 4293   | Agustín Vera                 |          |
| 4299   | Luciano Lira                 |          |
| 4295   | Mendoza                      |          |
| 4301   | Olimar                       |          |
| 4303   | 30 metros                    |          |
| 4297   | San Martín                   |          |
| 4355   | San Martín                   |          |
| 4357   | Parahiba                     |          |
| 4344   | de las Instrucciones         |          |
| 1950   | Chicago                      |          |
| 1951   | Antillas                     |          |
| 4269   | Querétaro (Gruta de Lourdes) |          |